# О’Нил, Татум
Та́тум О’Нил (англ. Tatum O’Neal, род. 5 ноября 1963) — американская актриса кино и телевидения. Обладательница премии «Оскар» (1974), что сделало её самой молодой актрисой, получившей эту награду в состязательной категории (в возрасте 10 лет). Наиболее известна по своим детским ролям в 1970-х годах.

## Ранняя жизнь
Татум О’Нил родилась в Лос-Анджелесе в семье актёров Райана О’Нила и Джоанны Мур. Спустя год у неё появился брат, Гриффин. В 1967 году её родители развелись и Татум осталась с отцом. Вскоре Райан вновь женился на актрисе Ли Тейлор-Янг. От второго брака отца у Татум появился брат Патрик, а позже ещё один брат, Редмонд, от связи её отца с актрисой Фаррой Фосетт.

## Карьера

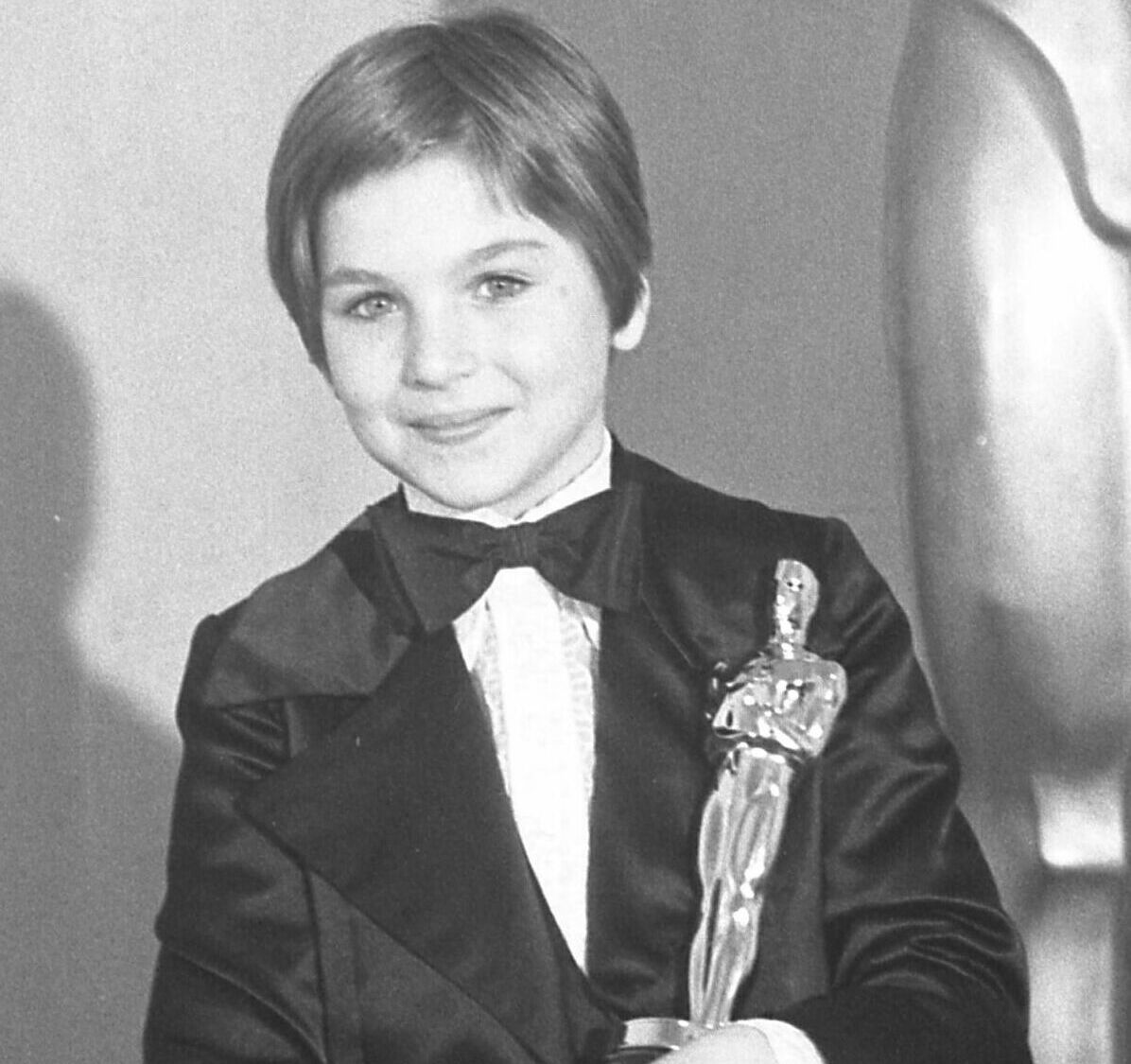
Татум О’Нил с премией «Оскар», 1974 год

В кино Татум впервые появилась в 1973 году, в девятилетнем возрасте, вместе с отцом в фильме «Бумажная луна». За роль девочки Эдди Логгинс, ставшей компаньонкой постоянно переезжающего афериста, который является её возможным родным отцом, Татум получила премию «Оскар». Она стала самой молодой актрисой, удостоенной этой премии в состязательной категории (10 лет), и шестой в истории мирового кинематографа, награждённой за дебютную роль второго плана. Эта роль также принесла ей премию «Золотой глобус» как «Новой звезде года».
Позже она ребёнком снялась ещё в ряде фильмов, среди которых «Несносные медведи» (1976) и «Никелодеон» (1976). Из последних её ролей, уже во взрослом возрасте, наиболее известной стала Синтия Крюгер в фильме «Баския» (1996).
О’Нил также много снимается на телевидении. У неё были роли в сериалах «Секс в большом городе», «Закон и порядок: Преступное намерение», «8 простых правил для друга моей дочери-подростка», «Спаси меня» и некоторых других. В январе 2006 года она участвовала во втором сезоне телевизионного шоу «Танцы со звёздами», но выбыла во втором круге.
Татум продолжительное время не общалась со своим отцом, однако в 2011 году они воссоединились в реалити-шоу «Ryan and Tatum: The O’Neals».

## Личная жизнь

### Отношения и дети
В конце 1970-х годов у Татум был короткий роман с Майклом Джексоном. В своей автобиографии актриса утверждала, что их отношения были платоническими.
В 1984 году О’Нил начала встречаться с теннисистом Джоном Макинроем, а затем переехала в его квартиру в Нью-Йорке. В 1986 году пара поженилась. В браке у них родились трое детей: Кевин (род. 23 мая 1986), Шон (род. 23 сентября 1987) и Эмили (род. 10 мая 1991). В 1992 году Татум и Макинрой расстались, а спустя два года развелись. В 1998 году Макинрой получил полную опеку над их детьми, которые ранее были с ней.

### Проблемы с наркотиками и здоровьем
С середины 1980-х годов у О’Нил развилась наркотическая зависимость. По её словам, в самом начале отношений с Макинроем они вместе употребляли кокаин. После развода у актрисы снова появились проблемы с наркотиками, и она пристратилась к героину. В этот период она неоднократно проходила лечение в реабилитационных центрах.
1 июня 2008 года О’Нил была арестована неподалёку от своего дома в Манхэттене во время покупки кокаина. Во время обыска её квартиры полицейские также обнаружили две сумочки с наркотиками. О’Нил была обвинена в незаконном хранении контролируемых веществ, но благодаря хорошим адвокатам её освободили без внесения залога. 1 июля 2008 года актрису признали виновной в хулиганстве при аресте, однако вскоре она согласилась стать участницей программы лечения от наркотической зависимости.
В мае 2020 года О’Нил пережила тяжелейший инсульт после передозировки рецептурными препаратами, предназначенными для лечения развившегося у неё ревматоидного артрита. Актриса впала в кому на полтора месяца, в ходе которой у неё возникла афазия из-за повреждения части мозга. После выхода из комы она некоторое время не могла разговаривать, читать и писать. По словам её сына Кевина, у матери были «остановка сердца, несколько припадков», и считалось, что «она ослепла, оглохла и, возможно, никогда больше не заговорит». В июле 2023 года О’Нил рассказала, что с момента инсульта продолжает восстанавливаться и проходить реабилитацию.

## Фильмография
| Год       |    | Русское название                                          | Оригинальное название                          | Роль                |
| --------- | -- | --------------------------------------------------------- | ---------------------------------------------- | ------------------- |
| 1973      | ф  | Бумажная луна                                             | Paper Moon                                     | Эдди Логгинс        |
| 1976      | ф  | Несносные медведи                                         | The Bad News Bears                             | Аманда              |
| 1976      | ф  | Торговцы грёзами                                          | Nickelodeon                                    | Элис Форсайт        |
| 1978      | ф  | Международный приз «Вельвет»                              | International Velvet                           | Сара Браун          |
| 1980      | ф  | Маленькие прелестницы                                     | Little Darlings                                | Феррис              |
| 1980      | ф  | Поздняя любовь                                            | Circle of Two                                  | Сара Нортон         |
| 1983      | ф  | Узники                                                    | Prisoners                                      | Кристи              |
| 1984      | с  | Театр волшебных историй                                   | Faerie Tale Theatre                            | Златовласка         |
| 1985      | ф  | Ужасная ошибка                                            | Certain Fury                                   | Скарлет Макгиннис   |
| 1989      | с  | CBS Особенные школьные каникулы                           | CBS Schoolbreak Special                        | Ким                 |
| 1991      | ф  | Пройдохи                                                  | Little Noises                                  | Стелла              |
| 1993      | тф | Женщина в бегах: История Лауренсии Бембенек               | Woman on the Run: The Lawrencia Bembenek Story | Лауренсия Бембенек  |
| 1996      | ф  | Баския                                                    | Basquiat                                       | Синтия Крюгер       |
| 2002      | ф  | Жена мерзавца                                             | The Scoundrel’s Wife                           | Камилль Пику        |
| 2003      | ф  | Технический писатель                                      | The Technical Writer                           | Слим                |
| 2003      | с  | Секс в большом городе                                     | Sex and the City                               | Кира                |
| 2004      | с  | 8 простых правил                                          | 8 Simple Rules                                 | мисс Маккенна       |
| 2004      | с  | Закон и порядок: Преступное намерение                     | Law & Order: Criminal Intent                   | Келли Гарнетт       |
| 2004—2011 | с  | Спаси меня                                                | Rescue Me                                      | Мэгги Гэвин         |
| 2006      | ф  | Мой брат                                                  | My Brother                                     | Эрика Уолтерс       |
| 2006—2007 | с  | Нечестные жестокие игры                                   | Wicked Wicked Games                            | Блайт Хантер        |
| 2008      | тф | Потрясающая пятёрка: Техасский скандал в группе поддержки | Fab Five: The Texas Cheerleader Scandal        | Лорен Типпит        |
| 2009      | ф  | Спасение Грейс Би Джонс                                   | Saving Grace B. Jones                          | Грейс Бреттхорст    |
| 2010      | ф  | Ранэвэйс                                                  | The Runaways                                   | мама Шери           |
| 2011      | ф  | Последняя воля                                            | Last Will                                      | Хейден Эмери        |
| 2012      | ф  | Любовь по-взрослому                                       | This is Forty                                  | риэлтор             |
| 2013      | ф  | Мистер Софистикация                                       | Mr. Sophistication                             | Ким Уотерс          |
| 2014      | ф  | Мисс Переполох                                            | She’s Funny That Way                           | официантка          |
| 2015      | ф  | Милая Лоррейн                                             | Sweet Lorraine                                 | Лоррейн Биби        |
| 2017      | с  | Мыслить как преступник                                    | Criminal Minds                                 | Миранда Уайт        |
| 2017      | ф  | Камень, ножницы, бумага                                   | Rock, Paper, Scissors                          | доктор Эвелин Бауэр |
| 2018      | тф | —                                                         | Runaway Romance                                | Вероника Адсон      |
| 2018      | ф  | Бог не умер: Свет во тьме                                 | God's Not Dead: A Light in Darkness            | Барбара Соломон     |
| 2019      | ф  | Изгоняющий дьявола: Абаддон                               | The Assent                                     | доктор Хокинс       |

## Награды и номинации
Список предоставлен сайтом IMDb.com.
| Награда                 | Год  | Категория                                                 | Фильм         | Итог      |
| ----------------------- | ---- | --------------------------------------------------------- | ------------- | --------- |
| Оскар                   | 1974 | Лучшая женская роль второго плана                         | Бумажная луна | Победа    |
| Давид ди Донателло      | 1974 | Лучшая зарубежная актриса (совместно с Барброй Стрейзанд) | Бумажная луна | Победа    |
| Золотой глобус          | 1974 | Лучший дебют актрисы                                      | Бумажная луна | Победа    |
| Золотой глобус          | 1974 | Лучшая женская роль — комедия или мюзикл                  | Бумажная луна | Номинация |
| Prism Awards            | 2008 | Исполнение в драматическом сериале                        | Спаси меня    | Номинация |
| San Diego Film Festival | 2002 | Лучшая женская роль                                       | Жена мерзавца | Победа    |